# La Fleur Bleue
『La Fleur Bleue』（ラ・フルール・ブル【青い花】）は1988年4月6日にリリースされた門あさ美の10枚目のアルバムである。

## 解説
- 収録曲の「退屈と二つの月」は、小池玉緒の1983年のデビューシングル「鏡の中の十月」という曲を歌詞を変えてカバーしたものである。

## 収録曲

### Side A
1. ここにいるの (5:35)
作詞：門あさ美　作曲：高橋幸宏　編曲：高橋幸宏
2. 夢の音 (4:18)
作詞・作曲：門あさ美　編曲：高橋幸宏
3. 窓辺の肖像 (3:44)
作詞・作曲：門あさ美　編曲：高橋幸宏
4. 青空を抱いていたい (3:34)
作詞・作曲：門あさ美　編曲：高橋幸宏
5. ほとり (4:22)
作詞：門あさ美　作曲：高橋幸宏　編曲：高橋幸宏

### Side B
1. Oriental Flash (1:52)
作曲：門あさ美
2. 退屈と二つの月 (3:43)
作詞：売野雅勇、作曲：YMO　編曲：高橋幸宏
3. 睦事 (3:46)
作詞・作曲：門あさ美　編曲：高橋幸宏
4. 白い花と赤い花 (5:26)
作詞：門あさ美 作曲・編曲：大村憲司
5. フォマルハウト－南の魚－ (4:10)
作詞：門あさ美　作曲・編曲：高橋幸宏

## スタッフ・クレジット

### 参加ミュージシャン
- 門あさ美 - ボーカル
- 高橋幸宏 - ドラムス、キーボード、ボーカル
- 小林武史 - キーボード
- 菅野よう子 - キーボード
- 大村憲司 - エレクトリック・ギター
- 小原礼 - エレクトリックベース
- 渡辺等 - エレクトリックベース
- ラジ - コーラス

### 制作スタッフ
- プロデュース -  高橋幸宏
- レコーディング＆ミキシング・エンジニア - 中山大輔
- エンジニア - 中林慶一
- コンピューター・オペレーション、イクイップメント・テクニシャン - 菅原弘明、木本靖夫（オフィス・インテンツィオ）
- アート・ディレクション - 河合恭誌
- 写真 - 細谷秀樹

## リリース日一覧
| 地域 | リリース日   | レーベル        | 規格                   | カタログ番号 | 備考                |
| ---- | ------------ | --------------- | ---------------------- | ------------ | ------------------- |
| 日本 | 1988年4月6日 | EASTWORLD       | 30cmLP                 | RT28-5252    |                     |
| 日本 | 1988年4月6日 | EASTWORLD       | カセット               | ZH28-5152    |                     |
| 日本 | 1988年4月6日 | EASTWORLD       | 12cmCD                 | CT32-5152    |                     |
| 日本 | 2004年4月4日 | EMI Music Japan | デジタル・ダウンロード | A1000040110  | レコチョク          |
| 日本 | 2004年4月4日 | EMI Music Japan | デジタル・ダウンロード | 94631416354  | mora AAC-LC 320kbps |
| 日本 | 2004年4月4日 | EMI Music Japan | デジタル・ダウンロード | B0047G7NYY   | Amazon.co.jp        |
| 日本 | 2005年8月4日 | EMI Music Japan | デジタル・ダウンロード | 720375032    | iTunes Store        |

## タイアップ
| トラック番号 | 曲名             | タイアップ                                                    |
| Side A-1     | 「ここにいるの」 | 富士通テン コンポーネントカーステレオ「バイヨ(Biyo)」CMソング |